# 4887 Takihiroi
4887 Takihiroi è un asteroide della fascia principale. Scoperto nel 1981, presenta un'orbita caratterizzata da un semiasse maggiore pari a 2,9227510 UA e da un'eccentricità di 0,0225900, inclinata di 1,00191° rispetto all'eclittica.